# Bernard Froidefond
Bernard Froidefond Salignac, 11 mars 1949 – Sarlat-la-Canéda, 23 septembre 2007 est un éditeur français fondateur d'une des revues historiques de la culture underground française, The Star Screwer (Le Baiseur d'étoiles), créée en 1971.
Le premier numéro est daté de décembre 1972, tiré à une centaine d'exemplaires à l'aide d'une Ronéo du fabricant Gestetner. Les collages étaient reproduits en offset. Les numéros 2 et 3 utilisèrent la même technique ronéo.
Au début de l'été 1973 sort un volume triple 4, 5 et 6 enveloppé dans un poster géant, tiré en offset. Ce volume marque la faillite du projet.
The Star Screwer a publié des traductions des grands noms de la poésie beat comme Claude Pélieu, Allen Ginsberg, Peter Orlovsky, Gregory Corso, Carl Weissner et Bob Dylan, Captain Beefheart, les Fugs de Ed Sanders, Charles Bukowski, Timothy Leary, Daniel Biga, Rocking Yaset...
Le titre sera repris en 1977 par Lucien Suel, avec l'autorisation de Froidefond.
Bernard Froidefond est décédé le 23 septembre 2007 à la suite d'un cancer, sa mort a été annoncée dans le journal Sud Ouest.